# محمد الحمد الشبيلي
محمد الحمد الشبيلي (1330- 1409 هـ / 1910- 1988 م) وزير وسفير سعودي. عمل وزيرًا لوِزارة العمل والشؤون الاجتماعية، وسفيرَ المملكة العربية السعودية في كل من العراق وباكستان والهند وأفغانستان وماليزيا.

## سيرته
وُلد محمد الحمد الشبيلي في عُنيزة، عام 1330هـ/ 1910م، وتعلّمَ في الزبير بالعراق،

## عمله
- قنصلاً عامًّا للمملكة العربية السعودية في البصرة.
- وكيلاً لوِزارة الخارجية.
- سفيرًا في كل من: باكستان عام 1377هـ، والهند عام 1384هـ، والعراق عام 1387هـ، وأفغانستان عام 1392هـ، وأخيرًا ماليزيا عام 1398هـ.

## وفاته
توفي محمد الحمد الشبيلي يوم الخميس 13 صفر 1409هـ الموافق 27 أكتوبر 1988م.

## وصلات خارجية
- محمد الحمد الشبيلي.. 60 عاماً من التميّز الدبلوماسي.